# Здание бывших присутственных мест (Опочка)
Здание бывших присутственных мест — историческое здание в Опочке, Псковская область. Расположено в историческом центре города на Советской (бывшей Соборной) площади рядом с мостом через реку Великую. Современный адрес — Советская площадь, 4. Объект культурного наследия России регионального значения.

## История
В 1772 году, после присоединения к России Польши, Опочка, по указу Екатерины II, стала губернским городом Псковской губернии. В 1774 году в Комиссии Бецкого архитектором Иваном Старовым был составлен план застройки города и выделены деньги на строительство. По плану центральной площадью предлагалась административная площадь в конце Новоржевской улицы, где по обе её стороны были запроектированы два огромных длиной до 100 м казённых здания — Присутственных мест и городского корпуса.
Строительство началось в апреле 1775 года с приездом в Опочку назначенного Псковской строительной комиссией архитекторского помощника Боброва, которому в обязанность вменялось «прилежное смотрение, точность в работе и сходство с опробованными планами и фасадами». Известна фамилия подрядчика работ — Пашков. Здание городского корпуса, как и здание присутственных мест, строилось в 2 этажа. Однако в августе 1777 года Опочка вновь стала уездным городом и отпала необходимость в столь крупных казённых сооружениях. Оба корпуса, незаконченные строительством, почти не использовались до начала XIX века «стоят вовнутренности неотделанными и снутри и снаружи неоштукатуренными» . Лишь малая часть сводчатых палат была приспособлена под соляные и винные «магазейны».
В 1828 году губернским архитектором Францем Ябсом был выполнен проект приспособления здания присутственных мест под нужды уездного города. В связи с необходимостью размещения большого числа уездных учреждений различного характера: тюремного острога, больницы, почтовой экспедиции, земского суда, городничего, казначейства и т.д. — в здании была произведена перепланировка. Были встроены дополнительные перегородки, переделаны лестницы в сенях, растёсаны новые дополнительные проёмы, установлены новые печи. Кардинально переделаны главный фасад в соответствии с традициями поздней классики. Вместо сложных фронтонов над ризалитами появились простые прямоугольной формы парапеты, вместо сложных оконных обрамлений на ризалитах — упрошенные сандрики, а все остальные окна вообще лишились обрамлений. На торцевых боковых ризалитах и главном фасаде здания в уровне первого этажа появилась «дощатая» рустовка. Каменной стеной была обнесена значительная часть дворовой территории.
В 1832 году подрядчиком фон Дербелином выполнен ремонт тюремного острога, на время производства работ арестанты (всего 70 человек) были переселены в богадельню купцов Порозовых. Следующий ремонт в здании присутственных мест сделан в 1848 году, на время работ местные органы власти разместились в частных домах. В 1859 году выполнен очередной ремонт, который в большей степени касался тюремного острога — там было больше всего проблем с крышей, ветхими полами, железными решётками и т.п.; в остальных помещениях в основном ремонтировались неисправные голландские печи.
К 1912 году в здании располагались тюрьма, полицейское управление и казначейство, здание принадлежало министерству внутренних дел совместно с министерствами финансов и юстиции.
После революции 1917 года в здании разместился Опочецкий уком партии. В 1937 году был надстроен третий этаж. Для строительства использовались кирпичи от взорванного в том же году Спасо-Преображенского собора. Были видоизменены фасады здания: исчез многообломный с большим выносом карниз и парапеты, оконные и дверные проемы главного фасада лишились наличников, исчезла рустовка первого этажа. В 1937 году здесь разместились Дом Советов, почта, типография.
Во время оккупации Опочки немецко-фашистскими войсками в 1941—1944 годах в здании располагалась биржа труда и несколько военных соединений: отряд ЕКА для борьбы с партизанами и казачий эскадрон русской освободительной армии А. Власова.
В 1967 году здание было передано городскому профессионально-техническому училищу №6 (ПУ—6). В 2003 году училище стало функционировать как профессиональное училище №1 (ПУ—1). В декабре 2019 года на третьем этаже произошёл пожар, сгорела часть кровли.

## Архитектура
Здание трёхэтажное, каменное, прямоугольное в плане, вытянуто основным объёмом по оси восток-запад вдоль площади, занимая практически всю её северную сторону. С северной стороны к северо-восточному углу основного корпуса примыкает одноэтажная, прямоугольная в плане пристройка – «привратницкая». Главным фасадом здание обращено на Советскую площадь (бывшая Соборная). Главный, южный, фасад корпуса, довольно большой протяженности, имеет симметричную композицию, подчёркнутую центральным и фланговыми ризалитами. На главном и восточном фасадах имеются сохранившиеся фрагменты штукатурного «дощатого» руста. Основные габариты здания: 96,0 х 15,8 м при высоте здания около 16,0 м.
Первый этаж здания имеет сложную планировку, понять которую из-за множества стен и перегородок, помогают сомкнутые своды помещений с распалубками. Распалубок много: они и над оконными и дверными проемами, и над нишами, и над печными углами. Оконные проемы расположены в нишах. Каждый из проемов имеет откосы внутрь — и дверные, и оконные. Материал всех капитальных стен первого и второго этажей — полнотелая кирпичная кладка на известково-песчаном растворе. Толщина стен 1 этажа: наружных — 1,0 м; внутренних — 0,8 м, 2-го — соответственно 0,8 и 0,7м. Перекрытия над первым этажом — кирпичные своды с распалубками; над вторым этажом – плоские по деревянным балкам; перемычки над проёмами первого и второго этажа — кирпичные лучковые и клинчатые. Кровля четырёхскатная по стропилам. В здание ведут 3 главных входа, симметрично расположенные относительно центральной оси здания. Кроме того, существует несколько входов второстепенного значения с дворового фасада здания и с торца. Весь декор фасадов и интерьеров 1828 года утрачен при надстройке здания в 1937 году. От первоначального декора, сохранились угловые лопатки, искажённая переделками широкая, междуэтажная тяга. Реставрационные работы не проводились.
Здание присутственных мест, сохранившее свое значение крупного общественного сооружения в исторически ценной застройке крупного общественного сооружения в исторически ценной застройке городского центра, является редким памятником своеобразного периода в градостроительстве Псковского края 1770-х годов, памятником архитектуры раннего русского классицизма.